# پائولو بورسلینو
پائولو امانوئله بورسلیینو (۱۹ ژانویه ۱۹۴۰ – ۱۹ ژوئیه ۱۹۹۲) قاضی و دادستان ایتالیایی بود که بیشتر دوران حرفهای خود را در کاخ دادگستری پالرمو در سیسیل گذراند و تلاش کرد تا قدرت مافیای سیسیل را سرنگون کند.  
نقاط عطف زندگی حرفه ای او، نقش کلیدی در محاکمه تاریخی مَکسی (۱۹۸۶-۱۹۸۷) علیه مافیا و سالها مبارزه قضایی با شبکه های جنایت سازمان یافته  بود.
در ۱۹ ژوئیه ۱۹۹۲، بورسلیینو در یک حمله انفجاری با ماشین بمبگذاری شده در خیابان ویا دِآمِلیو (نزدیک خانه مادرش در پالرمو) به قتل رسید. این ترور، تنها ۵۷ روز پس از ترور همکارش جووانی فالکونه رخ داد.  
قتل او و فالکونه به چرخش افکار عمومی و تصویب قوانین سختگیرانهتر ضد مافیا در ایتالیا انجامید.  
زندگی بورسلیینو شباهت زیادی به زندگی دوست صمیمی اش، جووانی فالکونه داشت. هر دو در یک محله در پالرمو بزرگ شدند. در حالی که بسیاری از دوستان دوران کودکی آنها در بستر مافیا رشد کردند، این دو مرد در جبهه مقابل جنگ علیه جنایت در سیسیل ایستادند و به عنوان دادستان به مبارزه پرداختند.
هر دو در سال ۱۹۹۲، تنها با فاصله چند هفته از یکدیگر، ترور شدند. به پاس تلاش های خستگی ناپذیر و فداکاری هایشان در جریان محاکمات ضد مافیا، هر دو مدال طلای شجاعت مدنی را دریافت کردند. همچنین، مجله تایم در شماره ۱۳ نوامبر ۲۰۰۶، آنها را به عنوان "قهرمانان ۶۰ سال گذشته" معرفی کرد.  
ترور این دو قاضی، نقطه عطفی در مبارزه با مافیا بود و منجر به افزایش فشارهای بین المللی و داخلی علیه سازمان های جنایتکار شد. 
‎== پیوندها ==
‎* کارلو بیوتی